# Władysław Lubaś
Władysław Lubaś (ur. 5 czerwca 1932 w Żarnowcu na Podkarpaciu, zm. 9 stycznia 2014 w Krakowie) – profesor, językoznawca polonista i slawista. 
Władysław Lubaś pochodził z Żarnowca koło Krosna (wsi związanej z Marią Konopnicką). Po maturze studiował w Szkole Głównej Służby Zagranicznej, ale po roku zdecydował się na studia polonistyczne na Uniwersytecie Jagiellońskim. Magisterium uzyskał w 1956 roku. Stopień naukowy doktora uzyskał w roku 1966 na podstawie rozprawy pt. Nazwy miejscowe południowej części dawnego województwa krakowskiego. W latach 1956–1970 pracował na Uniwersytecie Jagiellońskim, od 1970 na Uniwersytecie Śląskim. W roku 1971 uzyskał stopień doktora habilitowanego na podstawie pracy pt. Słowotwórstwo południowosłowiańskich nazw miejscowych z sufiksami -ci, -ovci, -inci itp.. Przez kilka lat pracował jako lektor i wykładowca języka polskiego na Uniwersytecie Belgradzkim oraz w Lublanie. Profesorem nadzwyczajnym został w roku 1976; profesorem zwyczajnym w 1984. W okresie pracy na Uniwersytecie Sląskim Władysław Lubaś był pierwszym dziekanem i współtwórcą Wydziału Filologicznego tejże uczelni, także był dyrektorem Instytutu Języka Polskiego a później również profesorem Uniwersytetu Śląskiego. W roku 1979 został dyrektorem Instytutu Języka Polskiego PAN (funkcję pełnił do 1991). Od roku 1994 rozpoczął pracę na Uniwersytecie Opolskim na stanowisku profesora zwyczajnego i kierownika Katedry Slawistyki. Prof. dr hab. Władysław Lubaś był uczonym wyjątkowo twórczym. Opublikował ok. 700 pozycji, z czego większość to prace naukowe, w większości dotyczące onomastyki polskiej i słowiańskiej i socjolingwistyki. Wielokrotnie występował na konferencjach zagranicznych, zarówno w krajach słowiańskich, jak i w Niemczech, Szwajcarii, Szwecji, USA. Od 1975 był przewodniczącym Komisji Socjolingwistycznej przy Międzynarodowym Komitecie Slawistów, także przez długie lata był członkiem kilku towarzystw i Komisji Naukowych PAN (Komisji Kultury Języka Komitetu Językoznawstwa PAN, Polskiego Towarzystwa Językoznawczego, Polskiego Towarzystwa Fonetycznego, Komisji Językoznawstwa PAN oddz. w Katowicach, Komisji Językoznawstwa PAN oddz. w Krakowie). Był redaktorem czasopisma „Socjolingwistyka”, redaktorem serii „Prace Naukowe Instytutu Języka Polskiego PAN w Krakowie”. Wchodził w skład zespołów redakcyjnych międzynarodowych pism naukowych: „Studia Linguistica Polono-Jugoslavica” (PAN i MANU -Skopje), „Onomastica” (PAN), „Stylistyka” (PAN i Uniwersytet Opolski), „Linguistica Silesiana” (PAN, Katowicki Oddział PAN), „Polonica” (PAN).
Zmarł  9 stycznia 2014 roku w Krakowie, a 16 stycznia 2014 został pochowany na Cmentarzu Rakowickim. 